# Brachypelma kahlenbergi
Brachypelma kahlenbergi is een spin, die behoort tot de vogelspinnen. Deze bodembewonende soort komt voor in de deelstaat Veracruz van Mexico en lijkt erg goed op een Brachypelma vagans.
Zowel de mannetjes als de wijfjes zijn volledig zwart en hebben enkel op het abdomen oranje tot donkerrode brandharen. Ze worden zo'n 6 cm lang. De soort is nogal snel en kan snel strooien met brandharen.
De spin is vernoemd naar zijn ontdekker, Herwig Kahlenberg.
1. ↑  (en) Brachypelma kahlenbergi op de IUCN Red List of Threatened Species.